# Acarnus primigenius
Acarnus primigenius är en svampdjursart som beskrevs av Hiemstra och Hooper 1991. Acarnus primigenius ingår i släktet Acarnus och familjen Acarnidae.
Artens utbredningsområde är havet kring Indonesien. Inga underarter finns listade i Catalogue of Life.